# 南旺枢纽
南旺枢纽:33是位于山东省济宁市汶上县南旺镇，第六批全国重点文物保护单位——京杭大运河（合并入大运河）的子项，是南旺水利枢纽的组成部分。
明朝永乐年间，为恢复京杭大运河——会通河的通航，在汶上县、东平县境内修建南旺水利枢纽。其中，最重要的部分为南旺镇的南旺分水口。

## 文物保护
2006年，南旺枢纽列入为第六批全国重点文物保护单位——京杭大运河在济宁市的子项，共有十一个细项:33。2008年，中国文化遗产研究院、中國水利水電科學研究院、山东省文物考古研究所、济宁市运河文化研究会实施“汶上南旺分水枢纽和龙王庙古建筑遗址”发掘项目。
2010年7月，在济宁召开“大运河南旺分水枢纽工程大遗址保护研讨会”。2010年10月，南旺枢纽考古遗址公园列入第一批国家考古遗址公园立项名单。而汶上县为推进遗址公园建设，则在先期规划建设大运河科技馆。
2012年4月，公布全国十大考古新发现，其中一项为“山东京杭大运河七级码头、土桥闸与南旺分水枢纽遗址”。2013年12月，大运河南旺枢纽国家考古遗址公园列入第二批国家考古遗址公园。中央和山东省文物部门拨款近2亿元用于遗址公园建设。2014年6月，南旺水利枢纽成为世界遗产——大运河的三十一个组成部分之一。其中，全国文物保护单位——南旺枢纽细项中的十里闸、徐建口斗门遗址等成为遗产点。

### 全国文物保护单位相关
一般说法中，位于南旺镇的南旺枢纽是2006年第六批全国重点文物保护单位——京杭大运河的子项之一。而京杭大运河（大运河）在济宁市及汶上县的子项，确有不同说法。2006年5月，济宁市的十处文保单位入选第六批全国重点文物保护单位，其一即是京杭大运河，但未提及其在济宁市的具体子项。2021年，济宁市政府部门发布的《全市文保单位分布表》中，大运河子项分布于济宁市的汶上县、任城区、微山县，但具体不详。
济宁市政府部门在2022年12月编撰的相关公示稿中提及，大运河在任城区有五个小项，在微山县有四个小项，而在汶上县有一个小项，即南旺枢纽，包含会通河南旺枢纽段、小汶河等十一个细项:33。
汶上县政府部门2021年12月相关公告，以及2022年11月发布的《汶上县国家级文物保护单位名录》中，大运河项目下共有十二个小项，时代均标注为明清。其中，前两小项是南旺枢纽（位于南旺镇南旺二村）、会通河南旺段（位于南旺镇的25个行政村），第三项小汶河次丘段开始的小项，均与小汶河相关。
此外，有称同在汶上县南旺镇的南旺分水龙王庙为2006年第六批全国重点文物保护单位——京杭大运河（大运河）的子项，但不在上述名单。任城区政府机构相关名录中，有一个2006年第六批全国重点文物保护单位——京杭大运河的子项，即会通河南旺枢纽任城段。

## 细项
济宁市政府部门在2022年12月编撰的相关公示稿中，南旺枢纽下共有十一个细项:33：
| 名称             | 简介                                                 | 备注 |
| ---------------- | ---------------------------------------------------- | ---- |
| 十里闸           |                                                      |      |
| 柳林闸           |                                                      |      |
| 徐建口斗门遗址   |                                                      |      |
| 邢通斗门遗址     |                                                      |      |
| 曹村蜀山湖堤     |                                                      |      |
| 苏桥蜀山湖堤     | 疑与康驿镇苏桥村的小汶河康驿段苏桥湖堤为同一文物点。 |      |
| 刘氏祠堂         | 济宁市文物保护单位                                   |      |
| 会通河南旺枢纽段 |                                                      |      |
| 运河砖砌河堤     |                                                      |      |
| 寺前铺闸         |                                                      |      |
| 会通河南旺段     |                                                      |      |